# چای لی (شمکور)
چای لی (به ترکی آذربایجانی: Çaylı) یک منطقه مسکونی در جمهوری آذربایجان است که در شهرستان شمکور و در دهستان مهری‌لی واقع شده است.